# 高山鴨嘴鯰
高山鴨嘴鯰，為輻鰭魚綱鯰形目長鬚鯰科的其中一種，分布於南美洲委內瑞拉奧里諾科河流域，體長可達52.4公分，棲息在河川底層水域，屬肉食性，生活習性不明。

## 擴展閱讀
維基物種上的相關：高山鴨嘴鯰